# باركر بوزي
باركر بوزي (بالإنجليزية: Parker Posey)‏ ممثلة أمريكية من مواليد 8 نوفمبر 1968.

## مواقع خارجية
- باركر بوزي على موقع IMDb (الإنجليزية)
- باركر بوزي على موقع روتن توميتوز (الإنجليزية)
- باركر بوزي على موقع ألو سيني (الفرنسية)
- باركر بوزي على موقع ميوزك برينز (الإنجليزية)
- باركر بوزي على موقع تيرنر كلاسيك موفيز (الإنجليزية)
- باركر بوزي على موقع أول موفي (الإنجليزية)
- باركر بوزي على موقع بوكس أوفيس موجو (الإنجليزية)
- باركر بوزي على موقع قاعدة بيانات برودواي على الإنترنت (الإنجليزية)
- باركر بوزي على موقع قاعدة بيانات برودواي على الإنترنت (الإنجليزية)
- باركر بوزي على موقع قاعدة بيانات الأفلام السويدية (السويدية)